# Marocains
Pour les articles homonymes, voir Marocains (homonymie).
Les Marocains, sont les citoyens du Maroc, pays situé à l'ouest de l'Afrique du Nord. Les Marocains sont principalement de souche arabe et berbère . Au niveau mondial, la diaspora marocaine est présente dans divers pays du monde, mais surtout en Europe de l'Ouest, en Amérique du Nord et dans les autres de la région MENA.

## Histoire
Les habitants du Maroc antique sont appelés «les Maures»,.
La population marocaine est principalement de souche arabe, berbère et juive. La traite des Noirs, probablement présente dès le VIIe siècle et qui ne s'achève qu'au début du XXe siècle a également contribué à un certain métissage de la population
À partir de la fin du XVe siècle et jusqu'au début du XVIIe siècle, le Maroc accueille des populations fuyant la chute d'Al-Andalus : Andalous principalement arabophones, Juifs megorachim et enfin Morisques.
Le XXe siècle voit le bouleversement des structures sociales et démographiques marocaines, marqué par l'exode juif vers Israël, l'Europe et l'Amérique du Nord, les mouvements de migrations internes dus à l'exode rural, ainsi que l'installation de communautés européennes à partir de la première moitié du XXe siècle puis africaines subsahariennes à partir du début du XXIe siècle.

## Culture
A travers l'histoire, le Maroc a connu de nombreuses influences culturelles (Europe, Moyen-Orient et Afrique subsaharienne).
La culture du Maroc partage des traits similaires avec celles des pays voisins, notamment l'Algérie et la Tunisie et dans une certaine mesure l'Espagne.

### Langues
Les Marocains s'expriment majoritairement à l'oral en arabe dialectal marocain et avec d'autres dialectes qui diffèrent selon les régions avec les parlers citadins propres à chaque ville, certains parlers ruraux.
À l'écrit, l'arabe classique reste valorisé et dominant surtout pour l'administratif. Les langues berbères sont pratiquées surtout dans leurs régions d'origine, respectivement l'Atlas, la vallée du Souss et le Rif. On y ajoutera les dialectes arabes du Sahara comme le hassania.
Le français est enseigné de manière universelle et est toujours la langue principale du commerce et de l'économie au Maroc ; il est également utilisé dans l'éducation, les sciences, le gouvernement et la plupart des domaines de l'éducation de l’enseignement supérieur.
L'espagnol est également parlé par certains dans le nord du pays comme langue étrangère. L'anglais devient de plus en plus populaire parmi les personnes avec un haut niveau d'éducation, en particulier dans les domaines scientifiques.

## Ethnographie

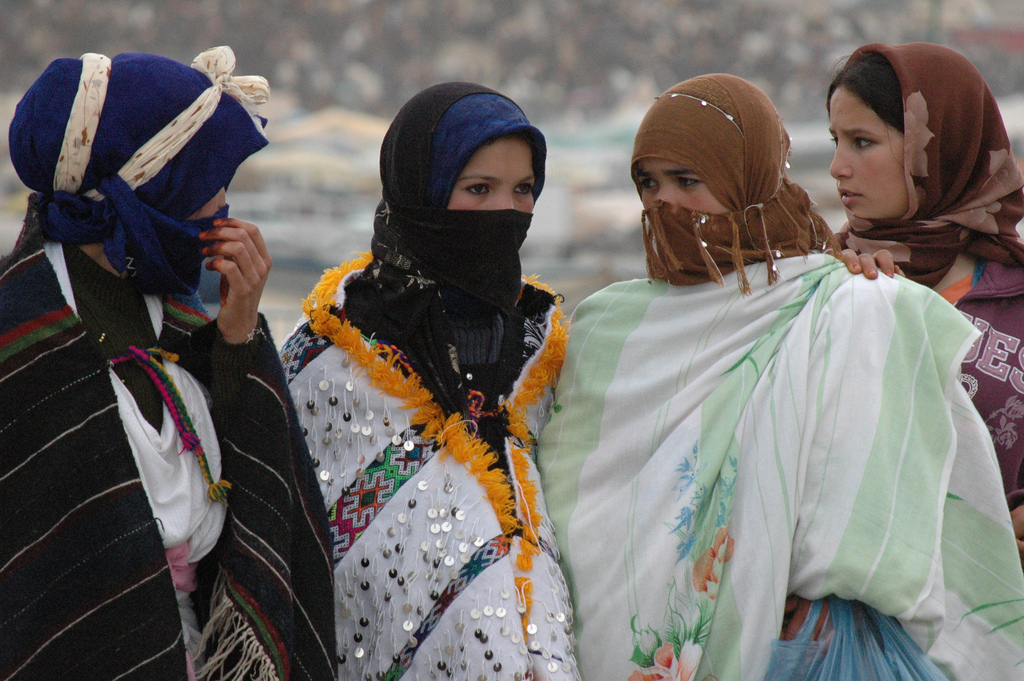
Femmes au moussem d'Imilchil (2010)